# Organisation générale des consommateurs
L'Organisation Générale des Consommateurs - OR.GE.CO était une fédération d'associations loi de 1901, créée en 1959,.
La structure est d'abord commune à trois syndicats, FO, CFTC et CGC pour créer une alternative à l'Union fédérale des consommateurs—Que choisir. Après la loi Royer de 1973, FO se retire de l'ORGECO pour créer l'AFOC et la CFDT l'ASSECO pour ne plus être que la structure de la CGC et de la CFTC,. 
La structure nationale a disparu en 2013. Cependant des structures locales demeurent dans quelques villes comme à Colomiers.
Chaque association locale a adhéré à d'autres associations de consommateurs agréées par les pouvoirs publics. Elles continuent localement, au niveau départemental ou régional, leurs missions.

## Missions
Pour l’Organisation Générale des Consommateurs, la traduction de son objectif était un message de qualité de vie lancé à l'ensemble des consommateurs : « Consommer bien, c'est vivre mieux ! ».
Les associations issues de l'Organisation Générale des Consommateurs assurent :
- représentation des consommateurs dans tous les organismes locaux publics ou privés.
- défense des consommateurs sous l'angle individuel ou collectif.
- action judiciaire dans le cadre de la législation en vigueur[7].

## Média
L'ORGECO publiait une lettre d'information Orgeco, Information, Consommation. 